# Fluminicola avernalis
Fluminicola avernalis är en snäckart som beskrevs av Henry Augustus Pilsbry 1935. Fluminicola avernalis ingår i släktet Fluminicola och familjen tusensnäckor. IUCN kategoriserar arten globalt som otillräckligt studerad. Inga underarter finns listade i Catalogue of Life.